# Monument aux 50-Otages
Le monument aux 50-Otages est un monument de Nantes édifié sur l'esplanade des Cinq-communes-Compagnon-de-la-Libération à l'est de la place du Pont-Morand (extrémité nord du cours des 50-Otages) sur les bords de l'Erdre.
Inauguré le 22 octobre 1952 en présence du ministre de la Reconstruction et de l'Urbanisme Eugène Claudius-Petit, il a été dessiné par Marcel Fradin et sculpté par Jean Mazuet,. L'ouvrage a été exécuté par les ateliers nantais de la famille Coyac.
Il a été dressé en hommage aux cinquante otages détenus en représailles après l'assassinat de Karl Hotz, le 20 octobre 1941 à Nantes, abattu par un commando communiste. Deux jours après l'attentat, l'occupant allemand procéda à l'exécution de 50 de ces prisonniers à Nantes, à Châteaubriant et au mont Valérien.
Il est inscrit au monument historique depuis le 10 mai 2017 et par conséquent labellisé « Patrimoine du XXe siècle » en vertu de la circulaire du 1er mars 2001.

## Description
Il se compose d'une flèche, couverte de métal et formée par quatre aiguilles (ou glaives,), autour de laquelle sont disposées deux statues de cuivre fondu représentant des femmes : celle de droite symbolise la Résistance dégainant une épée cachée sous son manteau ; l'autre symbolise la France renaissante tenant un épi de blé.
L'ensemble repose sur un socle de granit bleu sur lequel sont notamment gravés les noms des 48 otages fusillés,,.

## Sources
- Cet article est partiellement ou en totalité issu de l'article intitulé « Place du Pont-Morand » (voir la liste des auteurs).